# The Twilight Saga: Breaking Dawn - Part 1
 The Twilight Saga: Breaking Dawn - Part 1 (en España y Argentina La Saga Crepúsculo: Amanecer - Parte 1 y en Hispanoamérica Crepúsculo la saga: Amanecer - Parte 1) es una película estadounidense de género fantástico y romántico, dirigida por Bill Condon, es el primer episodio de la cuarta entrega (parte 4 de 5) de la saga cinematográfica de Crepúsculo. Es una historia contemporánea de adolescentes, vampiros protagonizada por
Kristen Stewart, Robert Pattinson y Taylor Lautner quienes interpretan a Bella Swan, Edward Cullen y Jacob Black.
El guion fue escrito por Melissa Rosenberg, quienes participaron en las tres primeras entregas. La fecha prevista de la finalización de rodaje fue el 22 de abril de 2011. Este largometraje se estrenó el 18 de noviembre de 2011.
La película recibió reseñas generalmente mixtas a negativas de los críticos, pero, en respuesta de los fanes y otros críticos elogiaron la película y la consideraron como la mejor de toda la saga.

## Argumento
Jacob Black se encuentra desaparecido por no querer enfrentar el hecho de que su mejor amiga se va a casar. Bella y Edward Cullen celebran su boda organizada por Alice, sin embargo Jacob regresa en último momento para la boda, para despedirse de ella preguntándole si esa misma noche será su cambio pero Bella le dice que será después de tener intimidad con Edward, a lo cual Jacob se enfada porque podría ser peligroso para ella. Edward llega al escuchar la pelea entonces Jacob le reclama su falta de amor y seguridad hacia ella dejándoles nuevamente. Ahora los recién casados pasan su luna de miel en isla Esme (una isla a unos kilómetros de Río de Janeiro), que Carlisle regaló a Esme y que cede para pasar su luna de miel a Edward y Bella. Durante la luna de miel, Edward cumple su promesa de intentar hacer el amor con Bella. La primera vez Bella sale herida, con contusiones y moretones, además de dejar desteozada la cama; las siguientes, Edward puede canalizar sus emociones y no daña más a Bella, aunque rompe alguna parte del mobiliario o la fina y sexy lencería que Alice eligió para Bella. Tiempo después, Bella queda embarazada y el híbrido de vampiro y humano crece muy rápido. Edward al darse cuenta del estado de Bella vuelven rápidamente a Forks para que Carlisle extirpe el feto, pero Bella queda indignada al escuchar la discusión de los Cullen y con la ayuda de Rosalie se oponen.
Tras el regreso de Bella y Edward a Forks, ella empieza a deprimirse más, por lo tanto, anteponiendo su amor por encima de sus celos. Luego Edward busca a Jacob con el fin de que le haga compañía y a su vez de que pueda convencerla de abortar la criatura, ya que poco a poco esta consumiendo la vitalidad y la fuerza de Bella casi hasta dejarla en la anorexia debido a que no consume ningún alimento. A su vez, Jacob se opone y se enfrenta a Sam, sacando el Alfa legítimo que es, y se separa de la manada, lo que le lleva a dejar de compartir sus pensamientos. Al rato, Seth sigue a Jacob y su hermana Leah se les une más tarde, de esta forma se unen a los Cullen para defender a Bella.
Durande el embarazo de Bella, Jacob al ver que Bella no esta comiendo en forma jocosa señala que Tal vez sólo quiere a alguien a quién mostrarle el diente; si es hijo de un vampiro tal vez su alimento sea la sangre a lo cual suministran un vaso lleno de sangre a Bella, donde se empieza a sentir mejor y satisfecha con el nuevo alimento una vez que la consume con regularidad. Edward pasa por un estado de depresión porque Bella está arriesgando su vida por su embarazo; entonces ambos comienzan a tener una muy tensa conversación entre ellos. Luego, en un intento de solucionar la situación, Edward toca la barriga de Bella, donde lee los sentimientos y se comunica con la bebé, entendiendo que la misma tiene conciencia desde antes de nacer, que no es su intención de hacerle daño a su madre y que también sufre con el dolor que le causa a ella. Edward y Bella se alivian y se alegran mucho al saber que pueden comunicarse con la bebé, y ambos le dicen que la quieren.
El día del nacimiento del bebé, Carlisle no estaba presente ya que estaba fuera del pueblo para estar fuerte durante la cesárea. Luego de haber elegido el nombre del bebé (si es varón, Edward Jacob, y si es niña, Renesmee), Bella entra en estado de parto y las contracciones y posterior caída al suelo le causan graves fracturas en sus rodillas y columna, por lo que entre Jacob y Edward realizan la cesárea de Bella. La bebé nace sana y Rosalie la toma mientras que Edward sutura a Bella, sin embargo, Bella no resiste la cesárea y se desangra. Jacob asume que ella murió durante el parto, por lo que se retira de la habitación, dejando a Edward desesperado, aún tratando de transformarla para salvarle la vida mordiéndola e inyectándole el veneno de vampiro directo en el corazón. A pesar de los esfuerzos de Edward, Bella muere.
Jacob, terriblemente deprimido, tenía pensando eliminar a la bebé, a la que odia fervorosamente ya que le parecía injusto que ésta viviera y Bella hubiese muerto, pero la bebé lo mira fijamente a los ojos, donde ocurre la imprimación. Más tarde, Sam alerta a la manada de que la criatura ha nacido y están dispuestos a eliminarla, rodeando la casa de los Cullen. Pero Jacob se enfrenta a Sam mostrándole sus ojos donde no le puede hacer daño a la bebé porque ya esta imprimada en él. Ésta es la ley más poderosa del clan de los lobos. 
Al día siguiente, Los Cullen, entristecidos por lo ocurrido, limpian el cadáver de Bella. Entonces el cuerpo de ella lentamente rejuvenece y se fortalece, todas sus heridas sanan y su piel vuelve a la normalidad. Mientras todos esperan el cuerpo, Bella despierta como una vampiro, mostrando sus ojos de un color rojizo.
En una escena poscréditos, una humana viene con un telegrama a entregárselo a los Volturi, quienes anuncian un nuevo integrante de los Cullen (la bebé de Bella y Edward, llamada Renesmee) y quien luego se llevan a asesinarla, respectivamente, debido a su falta de ortografía y quien Aro no tendrá otra opción más que enfrentarse a los Cullen.

## Desarrollo
Las negociaciones para realizar la película de Amanecer comenzaron después de que Summit Entertainment diera luz verde a la segunda y tercera adaptación de la franquicia, y programara que las dos películas fueran estrenadas con seis meses de diferencia. Wyck Godfrey, productor de las anteriores películas de la saga, afirmó a mediados de 2009 que tenían la firme intención de realizar la versión cinematográfica de Amanecer, pero Stephenie Meyer, autora de la colección, explicó en las FAQs del sitio web de Amanecer que si se creara una adaptación, tendría que ser dividida en dos películas por la longitud del libro, afirmando que habría acortado el libro si le hubiera sido posible.
Meyer también creyó que sería imposible hacer una película debido a Renesmee, afirmando que una actriz no podría interpretarla porque es un bebé con completa conciencia, afirmando que "la única cosa que no he visto nunca es un humano generado por ordenador que parezca verdaderamente real"; sin embargo, admitió que la película podría ser posible dado el rápido avance de las tecnologías. Por otro lado, debido a la naturaleza madura y explícita del libro de Amanecer, los fanes y la crítica cuestionaron si el estudio cinematográfico sería capaz de mantener la calificación PG-13 (no recomendada para menores de 13 años), señalando que la película no debería ser clasificada "R" (prohibida a menores de 17 años sin acompañante mayor de 21 años en Estados Unidos) para los cada vez más numerosos seguidores. En marzo de 2010, la revista Variety informó de que Summit Entertainment estaba considerando dividir el libro de más de 700 páginas en dos películas, siguiendo la línea de Harry Potter y las Reliquias de la Muerte, de Warner Bros.. El hecho de que los contratos de Kristen Stewart, Robert Pattinson y Taylor Lautner fueran inicialmente para sólo cuatro películas hizo que se cuestionara la posibilidad de dividir la película. El productor Wyck Godfrey afirmó que los tres principales miembros del reparto habían firmado una película de Amanecer.
El 28 de abril de 2010, Summit anunció que Bill Condon, director de Dreamgirls, dirigiría Amanecer, siendo los productores Wyck Godfrey, Karen Rosenfelt y la autora de la saga, Stephenie Meyer. "Estoy muy entusiasmado de tener la oportunidad de llevar el clímax de esta saga a la gran pantalla. Como saben los seguidores de la colección, este es un libro único y esperamos crear una experiencia cinematográfica también única", declaró Bill Condon.
En junio de 2010, Summit confirmó de manera oficial que en noviembre comenzaría a grabarse una adaptación de dos partes del cuarto libro. La fecha del 18 de noviembre de 2011 fue anunciada para la primera parte, mientras que la fecha de estreno de la segunda parte, a pesar de los rumores que la situaban en el verano siguiente, está siendo negociada. Wyck Godrey contempla también la posibilidad de estrenar la segunda película en 3D para diferenciar entre el antes y el después de Bella como vampiro. En junio de 2010, Melissa Rosenberg afirmó en una entrevista que la decisión acerca de dónde dividir la película no había sido decidida aún, dado que los guiones aún se encontraban en su fase inicial. "Creo que es cuestión de Bella siendo humana y Bella siendo vampiro", dijo, apuntando hacia un potencial punto de división. Afirmó que Bill Condon estaría probablemente en desacuerdo con la afirmación, explicando que la decisión corresponde a él en último término. La saga Crepúsculo motivó también la incursión de Rosenberg en el lanzamiento de una productora enfocada a las mujeres, Producciones Tall Girls: "Los estamentos de [la productora], si hubiera alguno, serían crear algunos papeles fuertes para la mujer... la mujer Batman, la mujer Tony Soprano." Rosenberg explicó que, a pesar de la cantidad de horas de duro trabajo que la aguardaban, era lo que quería hacer.

## Grabación
Para controlar el presupuesto de ambas partes de Amanecer, que sería sustancialmente mayor que en las entregas previas de la saga, a principios de 2010 se negoció llevar a cabo la grabación en el estado de Luisiana, la cual conllevaría una mayor desgravación fiscal, de la que podría beneficiarse una productora de perfil bajo como Summit Entertainment. Summit anunció en un comunicado de prensa el 9 de julio de 2010 que la grabación tendría lugar en Baton Rouge (Luisiana) y Vancouver a partir de otoño de 2010 y el año siguiente. Ambas partes se filmarán seguidas como un solo proyecto. La película intentará mantener la calificación PG-13 (no recomendada para menores de 13 años), dado que no se mostrará ninguna de las escenas truculentas de la novela.
La grabación comenzó oficialmente el 1 de noviembre de 2010 y terminó en abril de 2011. Las primeras escenas fueron producidas en Brasil, con localizaciones en Río de Janeiro y Parati.

## Reparto

### Los Swan
- Sarah Clarke como Reneé Dwyer, madre de Bella.
- Billy Burke como Charlie Swan, padre de Bella y Jefe de Policía en Forks, y Miami.

### Los Cullen
- Kristen Stewart como Bella Cullen esposa de Edward y madre de Renesmee. Humana y posteriormente vampiresa que tiene el don de crear escudos para proteger a quien quiera, también se convierte la más fuerte del clan Cullen, después de Emmett
- Robert Pattinson como Edward Cullen, esposo de Bella y padre de Renesmee. Tiene el don de leer mentes, y es el miembro más rápido de los Cullen.
- Peter Facinelli como Carlisle Cullen, médico del hospital de Forks que actúa como figura paterna para los Cullen y abuelo de Renesmee.
- Elizabeth Reaser como Esme Cullen, es la esposa de Carlisle y figura materna de los Cullen y abuela de Renesmee.
- Kellan Lutz como Emmett Cullen, el miembro más fuerte de los Cullen hasta que Bella y él hacen una competencia, ganando Bella y el quedando en segundo lugar.
- Nikki Reed como Rosalie Hale, la vampiresa más guapa de los Cullen. No posee ningún don en especial. Sólo que puede matar sin dejar rastro.
- Ashley Greene como Alice Cullen, miembro de los Cullen que tiene visiones del futuro y que crea una estrecha amistad con Bella.
- Jackson Rathbone como Jasper Hale, miembro de los Cullen que puede manipular y sentir las emociones.
- (recién nacida), Mackenzie Foy como Renesmee Carlie Cullen, hija de Bella y Edward. Tiene el don de transmitir sus pensamientos al tocar a alguien y de romper los escudos mentales.

### Tribu Quileute
- Taylor Lautner como Jacob Black, es el mejor amigo de Bella y está enamorado de ella. Después se imprima a Renesmee, hija de Bella y Edward.
- Chaske Spencer como Sam Uley, líder de la manada de lobos que protegen a los humanos de los vampiros depredadores.
- Bronson Pelletier como Jared Cameron, miembro de la manada de lobos.
- Alex Meraz como Paul Lahote, miembro de la manada de lobos.
- Kiowa Gordon como Embry Call, uno de los mejores amigos de Jacob y miembro de la manada de lobos.
- Tyson Houseman como Quil Ateara, uno de los mejores amigos de Jacob y miembro de la manada de lobos.
- Julia Jones como Leah Clearwater, la única mujer miembro de la manada.
- Boo Boo Stewart como Seth Clearwater, el hermano menor de Leah y buen amigo de Edward Cullen
- Tinsel Korey como Emily Young, la prometida de Sam.
- Gil Birmingham como Billy Black, el padre de Jacob y anciano Quileute.
- Alex Rice como Sue Clearwater, madre de Leah y Seth Clearwater.

### Los Vulturi
- Michael Sheen como Aro, vampiro líder y portavoz de los Vulturi, capaz de leer la mente mediante el contacto físico.
- Jamie Campbell Bower como Caius, vampiro líder del clan. No posee ningún poder.
- Christopher Heyerdahl como Marco, vampiro líder del clan, posee la capacidad de intuir los lazos afectivos. Su cara muestra depresión.
- Dakota Fanning como Jane, vampiresa de alto rango en el clan que tiene la capacidad de crear ilusiones de dolor, así torturando a sus víctimas. Hermana gemela de Alec.
- Cameron Bright como Alec, vampiro de alto rango en el clan, que posee la capacidad de bloquear los 5 sentidos. Es el hermano gemelo de Jane. Es el arma secreta de los Vulturi
- Charlie Bewley como Demetri, vampiro rastreador.
- Daniel Cudmore como Félix, vampiro miembro de la guardia. No posee poder alguno.
- Noot Seear como Heidi, una vampiresa que sirve como cebo para atraer humanos hacia los Vulturi.
- Justine Wachsberger como Gianna, humana aspirante a vampiresa, secretaria de los Vulturi.

### Clan de Denali
- Mia Maestro como Carmen, una vampiresa procedente de España, suele usar frases en castellano (mayormente con Renesmee) y es compañera de Eleazar.
- Christian Camargo como Eleazar, capaz de averiguar los dones de los demás vampiros o humanos, es el compañero de Carmen.
- Casey LaBow como Kate, capaz de lanzar descargas eléctricas de las palmas de sus manos. Tras el enfrentamiento con los Vulturis, se hace compañera de Garret.
- Maggie Grace como Irina, era la compañera de Laurent y cree que Renesmee es una niña inmortal. Es asesinada por los Vulturis por haber juzgado y acusado a los Cullen erróneamente.
- MyAnna Buring como Tanya, vampiresa que anteriormente sintió algo por Edward (mucho antes que Bella naciera). Es hermana de Irina y Kate.

### Otros humanos
- Anna Kendrick como Jessica Stanley, amiga y compañera de escuela de Bella.
- Michael Welch como Mike Newton, amigo y compañero de escuela de Bella.
- Christian Serratos como Angela Weber, amiga y compañera de escuela de Bella.
- Justin Chon como Eric Yorkie, amigo y compañero de escuela de Bella.
- Stephenie Meyer como una invitada de la boda de Bella y Edward.

### Clan de las Amazonas
- Tracey Heggins como Senna, vampiresa proveniente del Amazonas.
- Judi Shekoni como Zafrina, vampiresa proveniente del Amazonas, capaz de crear ilusiones en la mente de otros, es una de las mejores amigas de Renesmee.
- Kachiri, Kachiri ayuda a Jasper y a Alice a encontrar a otro medio vampiro humano para poder parar la posible pelea entre los Cullen y los Volturi.

### Clan Egipcio
- Rami Malek como Benjamin, vampiro con la habilidad de manipular los cuatro elementos (Tierra, Fuego, Aire, Agua). Es pareja de Tia.
- Omar Metwally como Amun, el líder del aquelarre.
- Andrea Gabriel como Kebi, compañera de Amun.
- Angela Sarafyan como Tia, compañera de Benjamin.

### Clan Irlandés
- Marlane Barnes como Maggie, vampiresa con el don de saber cuando alguien le miente.
- Lisa Howard como Siobhan, líder del clan, posee el don de hacer que las cosas sucedan según lo que desee.
- Patrick Brennan como Liam, compañero de Siobhan.

### Clan Rumano
- Noel Fisher como Vladimir. Él esta interesado en no conversar con los Vulturi solo pelear. Tiene una charla con Stefan diciendo que tendrían ventajas sobre los Vulturi, por: Benjamin, Edward, Kate, Zafrina y Bella.
- Guri Weinberg como Stefan. Él no está interesado en conversar con los Vulturi solo pelear.

### Nómadas Americanos
- Lee Pace como Garret. Él no posee ningún don, y le llama la atención cuando Bella entrena con Kate. Enfrentados con los Vulturi se hace compañero de Kate. Antes de la decisión de Aro, él le promete a Kate que si sobreviven la seguirá a donde quiera. Al final de la novela se va con su aquelarre.
- Tony Trucks como Mary.
- Bill Tangradi como Randall.
- Erik Odom como Peter. No posee ningún don. Es compañero de Charlotte. Amigo de Jasper cuando era neofito.
- Valorie Curry como Charlotte. No posee ningún don. Es compañera de Peter. Amiga de Jasper cuando era neofito.

### Nómadas Europeos
- Joe Anderson como Alistair, gran rastreador.

## Casting
Tras confirmarse una película para 2011, la productora Summit mantuvo la intención de realizar una quinta entrega. En mayo de 2010, Billy Burke y Peter Facinelli eran los únicos actores del reparto confirmados para ambas partes de Amanecer, mientras que otros miembros del reparto como Ashley Greene y Kellan Lutz aún se encontraban negociando la segunda parte. Si los actores no hubieran alcanzado un acuerdo con la productora, ésta habría elegido a otros actores para interpretar los papeles, tal y como se hizo en Eclipse con el personaje interpretado por Bryce Dallas Howard, Victoria. Sin embargo, en junio de 2010, la productora Summit confirmó oficialmente que comenzaría la producción de las dos partes de la adaptación del cuarto libro, y aclaró que los principales actores, incluyendo a los tres protagonistas, a la familia Cullen y a Charlie Swan, volverían a interpretar ambas partes. Se ha confirmado que el papel de Renesmee, la hija de Edward y Bella, será interpretado por Mackenzie Foy. Maggie Grace se unirá al reparto de Amanecer interpretando a Irina. Varios otros miembros del reparto han sido anunciados oficialmente.

## Recepción

### Respuesta crítica
La Parte 1 ha recibido reseñas negativas de los críticos. Rotten Tomatoes reporta que el 24% de los críticos (de las 148 reseñas contadas) entregaron a la película una reseña positiva, y el consenso del sitio fue: «Lenta, triste y cargada con momentos humorísticos inintencionales, Amanecer, parte 1 quizá satisfaga la fidelidad de Crepúsculo, pero está hecho estrictamente para los fans de la franquicia». La Parte 1 hasta el momento ha archivado una parida de calificación con Luna nueva, que también recibió un 28% de calificación «podrida» en Rotten Tomatoes. Justin Chang de Variety entregó a la película una reseña negativa, llamándola una «decepción». Todd McCarthy de The Hollywood Reporter también entregó a la película una reseña negativa, llamando a Parte 1 «muy extensa». Brent Simon de Screen International llamó a la película «telenovelesca y melodramática». Peter Bradshaw de The Guardian entregó a la película una estrella sobre cinco posibles, y refiriéndose con el siguiente nivel de una «emo-opereta» que «nos arrastra hacia una nuevas aguas revueltas de euforia empalagosa». Roger Ebert de the Chicago Sun-Times entregó a la película dos estrellas y media, diciendo que está llena con un montón de preguntas sin responder, pero la interpretación de Stewart como Bella estuvo «muy bueno». Claudia Winkleman de The Film programme dio a la película una reseña negativa, llamándola «hilarante». La película es actualmente la segunda película con poca calificación buena en la serie, según Rotten Tomatoes.
Por el contrario, Gabriel Chong de «Movie Exclusive» entregó a la película cuatro estrellas sobre posibles cinco, elogiando el diálogo, el matrimonio y las escenas de acción, y particularmente la dirección de Condon, declarando: «En las manos de un director poco conocido, la vuelta de los evento podría caer muy bien en la farsa, por suerte, entonces, la película ha encontrado un piloto magistral en Condon». Elogió la interpretación de Stewart, llamándola «hipnotizante» y dice que ella «hace sentir intensamente cada emoción de Bella que corre la gama desde la alegría, miedo, ansiedad, desgracia y sobre todas las determinaciones silenciosas y resolutas». Mark Adams de Daily Mirror también entregó a la película cuatro estrellas sobre cinco, y dijo: «La películas de Crepúsculo mezcla inteligentemente melodrama con emociones sobrenaturales, y mientras la película no está sin su momentos tontos y diálogos vergonzosos, esto va entregando los puntos dramáticos y emocionales que queremos ver». También elogió el matrimonio, describiendo como «escenificado hermosamente» y la interpretación de Stewart. Otras reseñas positivas de New York Daily News, The New York Times, Philadelphia Inquirer y Salon.com dijo que el diálogo fue mejorando y toda la película juega con estilo, mientras es fiel al libro y convence a los fanes más acérrimos. Alaina O'Connor de MSN Entertainment entregó a Condon algunos elogios por llevar un cierta elegancia visual que ayuda con algunos de los más absurdos elementos de la historia». O'Connor también sintió que la película hizo un gran trabajo de «examinar la relación entre Edward y Bella», pero sintió que la narrativa fue débil de manera diferente.
| Premios                            |                            |
| Kids' Choice Awards Argentina 2012 | Película favorita en cines |

### Controversia provida
La película también fue criticada y elogiada por tener un perfil provida. Natalie Wilson, escribiendo para la revista blog Ms., describió un elemento que ella había leído también en libro como un «mensaje latente de antiaborto» como «problemática desde una perspectiva feminista» y encontró ese elemento «intensificado, nada disminuido, en la película», citando escenas en donde Rosalie regaña a Alice por usar la palabra «feto». Richard Lawson de The Atlantic dijo que el embarazado de Bella «sirve como tarima narrativa desde Meyer, y en complicidad Condon y la guionista Melissa Rosenberg, entregan sorprendentemente una dirección y no cubren el sermón antiaborto», añadiendo «esto parece que estuvo escapando firmemente de temas antielección de la raíz de la historia, y donde nosotros debemos sentarnos y murmurar mientras Bella, enferma, es musicalizada por quejumbrosas cuerdas cuando ella elige el camino más moral». Neil Morris de Indepedent Weekly dijo que la película «toma un radicalmente un apartado provida cuando Bella rechaza abortar su bebé, cuando incluso su vida dependía de ella». Sandie Angulo Chen de Moviefone describió la mayor parte de la película como un «gran debate pro vida», en donde «Bella dice que es su cuerpo, su elección (término usualmente usado en los movimientos proelección), pero su decisión es pro vida a lo extremo, porque el bebé puede y la mataría». En contraste, John Mulderieg de Catholic New Servie elogió el «fuerte mensaje provida siendo trasmitido por una inusual situación difícil de Bella», diciendo que esto «presenta una contrapunto de bienvenida para todo los diferentes y frecuentes motivos en todos los distintos temas sobre embarazo presentado como una forma de enfermedad o casi una maldición insoportable».
En una entrevista con Screen Rant, la guionista Rosenberg habló sobre la percepción de un mensaje provida en la película, declarando: «Si yo no podría encontrar mi manera en esto que podría encontrar violar mis creencias (porque yo estoy extremadamente de acuerdo con mi decisión proelección, hablando con franqueza, demasiado feminista). Esto no habría sido escrito de esta manera. Podrían haberme ofrecido un banco, y tampoco lo hubiera hecho. Para abrazar esto, yo tuve que encontrar una manera para estar de acuerdo con esto. Yo también no estoy interesada en violar el sistema de creencias de Meyer o cualquier personas al otro lado».